# Galder Gaztelu-Urrutia
Galder Gaztelu-Urrutia (Bilbao, 1974) és un director de cinema espanyol. Fins a 2018 va treballar per a publicitat i televisió. En 2019 va dirigir el seu primer llargmetratge, titulat El hoyo, una pel·lícula de 94 minuts. La cinta va ser molt ben acollida al Festival de Sundance de 2019, on va rebre el premi del Públic Midnight Madness; també en el Festival de Sitges, on va aconseguir el guardó de Millor pel·lícula. Finalment, en el Festival Internacional de Cinema de Toronto va rebre el Premi del Público. El hoyo, protagonitzada per Ivan Massagué, Antonia San Juan, Alexandra Masangkay, Eric Goode, Emilio Buale i Miriam Martín, és la seva opera prima.

## Carrera

### Primeres pel·lícules
En curtmetratges com 913 (2004), La casa del lago (2011) i al seu primer llargmetratge El hoyo, Galder Gaztelu s'endinsa en un món futurista pròxim des d'una perspectiva pessimista, que realça els elements negatius de l'ésser humà. Les seves pel·lícules es narren amb un llenguatge fílmic descarnat, amb contínues parenceries d'un primer pla agressiu i escorços degradants. Entre els seus referents caldria assenyalar algun títol literari com La Divina Comèdia de Dante, i pel·lícules com El ángel exterminador (Luis Buñuel, 1962), Delicatessen (Jean-Pierre Jeunet, Marc Caro, 1991), Blade Runner (Ridley Scott, 1982) o Taxi Driver (Martin Scorsese, 1976), amb personatges que amaguen la veritat, gents que diuen una cosa i fan una altra, en els quals la traïció és un joc de supervivència.

## Filmografia
- 913 (curtmetratge, 2004)
- La casa del lago (curtmetratge, 2011)
- El hoyo (2019)
- Rich Flu (2023)